# 노아 플레이스
노아 플레이스(Noah Fleiss, 1984년 4월 16일 ~ )는 미국의 배우, 텔레비전 배우, 영화배우이다.
화이트플레인스에서 태어났다.

## 영화
- 노 레팅 고 (2014년)
- 데드 소울즈 (2012년) - 맥 역
- 곤조는 못말려 (2010년)
- 챈스 일병의 귀환 (2009년)
- 데이 온 파이어 (2006년)
- 오프 더 블랙 (2006년) - 토드 헌터 역
- 하드 럭 (2006년)
- 브릭 (2005년) - 터거 역
- 에버그린 (2004년)
- 브링잉 레인 (2003년)
- 라라미 프로젝트 (2002년)
- 스토리텔링 (2001년)
- 그녀를 보기만 해도 알 수 있는 것 (2000년) - 제이 역
- 조이 더 킹 (1999년)
- 패밀리 어페어 (1998년)
- 언더 프레셔 (1997년) - 잭 브레이버턴 역
- 사랑의 가족 (1996년)
- 기도 (1995년)
- 룸메이트 (1995년)
- 우리 둘이 집 밖에 (1993년)